# 30252 Textorisová
(30252) Textorisová, denumire internațională (30252) Textorisova, este un asteroid din centura principală de asteroizi.

## Descriere
30252 Textorisová este un asteroid din centura principală de asteroizi. A fost descoperit pe 30 aprilie 2000 la Observatorul din Ondřejov de Peter Kušnirák. Asteroidul prezintă o orbită caracterizată de o semiaxă mare de 2,34 ua, o excentricitate de 0,18 și o înclinație de 7,6° în raport cu ecliptica.